# Лухново (Псковський район)
Лухново (рос. Лухново) — присілок в Псковському районі Псковської області Російської Федерації.
Населення становить 118 осіб. Входить до складу муніципального утворення Писковицька волость.

## Історія
Від 2015 року входить до складу муніципального утворення Писковицька волость.

## Населення
| 2001 | 2002 | 2010 | 2012 |
| ---- | ---- | ---- | ---- |
| 88   | ↗109 | ↘91  | ↗118 |